# همتراک (میشیگان)
همتراک (به انگلیسی: Hamtramck) یک منطقهٔ مسکونی در ایالات متحده آمریکا است که در شهرستان وین، میشیگان واقع شده‌است. همتراک ۵٫۴۱ کیلومتر مربع مساحت و ۲۲٬۴۲۳ نفر جمعیت دارد و ۱۹۲ متر بالاتر از سطح دریا واقع شده‌است.

## تاریخچه مهاجرت
مهاجران آلمانی، بنیانگذاران همتراک بودند. در سده بیستم میلادی با مهاجرت گسترده لهستانی‌ها برای کارهای کارگری، این شهر «ورشوی کوچک» نامیده شد. در سال ۱۹۷۰ نزدیک به ٪۹۰ اهالی شهر، لهستانی‌تبار بودند. همتراک یکی از مکان‌های اقامت پاپ ژان پل دوم در سفر سال ۱۹۸۷ به آمریکا بود.

## جنرال‌موتورز
حضور کارخانهٔ جنرال‌موتورز در دیترویت باعث شده بود که به "موتور‌سیتی" شناخته شود. نخستین کادیلاک ال‌دورادو در دههٔ ۱۹۸۰ در خط تولید شهر همتراک ساخته شد. با زوال صنایع خودرو‌سازی آمریکا لهستانی‌ـ‌آمریکایی‌های جوان‌تر و ثروتمند‌تر همتراک را ترک کردند و همتراک یکی از فقیر‌ترین شهر‌های میشیگان شد. اما زندگی ارزان در این شهر باعث جذب مهاجران به این شهر شد.

## مسلمانان
از آغاز دهه ۱۹۹۰ (میلادی) همتراک سکونتگاهی برای مهاجران عرب و آسیایی به‌ویژه مهاجرانی از یمن و بنگلادش شد. نزدیک به ۴۲٪ از اهالی شهر، خارج از آمریکا به دنیا آمده‌اند و بیش از نیمی از اهالی شهر مسلمان هستند. در سال ۲۰۱۵ همتراک نخستین شهر آمریکا شد که  اکثریت اعضای شورای شهر آن مسلمان بودند. در اکتبر ۲۰۲۱ همتراک نخستین شهر آمریکا شد که شهردار و همهٔ اعضای شورای شهر آن مسلمان هستند. در سراسر این شهر، تابلوی مغازه‌ها به عربی و دیگر زبان‌ها دیده می‌شوند و همه جور اقلام خاورمیانه‌ای در آن یافت می‌شود.